# Per Verner-Carlsson
Per Adolf Verner-Carlsson, tidigare Per Adolf Carlsson, född 31 december 1925 i Kolsva, Västmanland, död 19 april 2004 i Sofia församling, Stockholm, var en svensk regissör, scenograf, dramatiker och teaterteoretiker.

## Biografi
Per Verner-Carlsson var en banbrytande, experimentell regissör, scenograf, dramatiker och teaterteoretiker med prägling inte minst av den moderna franska teatern med teatermänniskor som Antonin Artaud, Michel de Ghelderode, Samuel Beckett, Jean-Paul Sartre m. fl. I sin ungdom spelade han jazzmusik i egen orkester, medverkade i Karl Gerhards revy och var aktiv vid bland annat Stockholms studentteater som dramatiker, regissör och scenograf. Han verkade också som teaterkritiker. 1952 var han med och formulerade ett manifest för en ny, konstnärligt sökande teater, Teater 52 och startade 1956 tidskriften Teaterkonst.
Han var regissör, dramaturg och en tid även produktionschef vid Radioteatern i Sveriges Radio P1 från och med 1954, regissör, dramaturg och teatersekreterare vid Stockholms stadsteater 1960–1964, och verkade vid Dramaten 1967–1991. Musiken var av stor betydelse för honom i arbetet. 1960 skrev han libretton till Sven-Erik Bäcks opera Fågeln.

## Arbetsform och experiment
Verner-Carlsson strävade i inspiratören Antonin Artauds anda att utveckla en ny sorts antipsykologiserande teater, där regissören blir en vidarediktare av verket och scenbild, ljud, musik, ljus etc. spelar en annan, viktigare roll än traditionellt. Teater blir ett slags förhöjd modern konst i komplext, mångdimensionellt samspel med verklighetens företeelser. Denna abstrakta regiteater skilde sig i mycket från den av teaterpedagogen Konstantin Stanislavskijs stora inflytande mer psykologiserande inriktade traditionen av skådespelarteater, och föll naturligtvis inte i god jord hos alla. Efter uppsättningen av Brott och brott 1980, gick t. ex. skådespelaren Keve Hjelm offentligt till häftigt angrepp mot regissörens regiform, som han menade förminskade dramat och skådespelarnas plats i teatern.
Den speciella sökande, komplexa formen visade sig t. ex. i uppseendeväckande produktioner som Skärmarna (1964) eller det experimentella projektet med Strindbergs Pelikanen (1968), där en version i den gamla, psykologiska formen först gavs på Radioteatern och därefter i en dylik scenversion på Dramaten, följd av ytterligare en version, där radioversionen återkom likt en mardröm och en vansinnig revolt mot den gamla formen manifesterade den nya formen. Några år senare återkom regissören med ännu en version av pjäsen, återkopplande till de föregående och sammanlänkad med en pjäs om just Artaud i projektet Vita rum (1978). Betydelsefull blev också bl. a. regissörens egen pjäs Kajakkvinnan (1982), med Marie Göranzon som ensam kvinna i ett vitt ishav av kontaktlöshet.
1983 ledde ett uppmärksammat bråk med huvudrollsinnehavaren Jarl Kulle om olika konstnärlig syn vid uppsättningen av Edmond Rostands Cyrano de Bergerac på Dramaten till att Kulle hoppade av dagen före premiären, varvid produktionen aldrig kom till premiär, och efter det slutade Verner-Carlsson helt med scenproduktioner utan fortsatte endast med radioteater. Där gjorde han ett stort antal produktioner, inte minst av August Strindberg, t. ex. Spöksonaten och Svarta handsken.
1992 blev Verner-Carlsson filosofie hedersdoktor vid Stockholms universitet. Han tilldelades Svenska Akademiens teaterpris 1997. Verner-Carlsson är gravsatt i minneslunden på Katarina kyrkogård i Stockholm.

## Egna pjäser
- Skymning, 1949
- Marie, 1951 (prisbelönt i Radioteaterns dramatikpristävling)
- Fågeln (operalibretto), 1960
- Artaud på Rodez (del av Vita rum; bearbetning), 1978
- Porträtt av en konstnär som ung man, 1981
- Kajakkvinnan, 1982

## Teater

### Regi
| År   | Produktion                                                       | Upphovsmän                                          | Teater                     |
| ---- | ---------------------------------------------------------------- | --------------------------------------------------- | -------------------------- |
| 1949 | Skymning                                                         | Per Verner-Carlsson                                 | Stockholms studentteater   |
| 1951 | Döda utan gravar Morts sans sépulture                            | Jean-Paul Sartre                                    | Stockholms studentteater   |
| 1952 | Missförståndet                                                   | Albert Camus                                        | Stockholms studentteater   |
| 1954 | Balladen om den dansande makabern                                | Michel de Ghelderode                                | Stockholms studentteater   |
| 1954 | Läkare mot sin vilja Le Médecin malgré lui                       | Molière                                             | Stockholms skolbarnsteater |
| 1954 | Den sönderslagna krukan Der zerbrochne Krug                      | Heinrich von Kleist                                 | Borås kretsteater          |
| 1955 | Jätten som tyckte om äpplen                                      | Jan-Olof Strandberg                                 | Stockholms skolbarnsteater |
| 1960 | Pingpong Le Ping-Pong                                            | Arthur Adamov                                       | Stockholms stadsteater     |
| 1961 | Akilles och jungfrurna Akilles i panny                           | Artur Marya Swinarski Översättning Nils Åke Nilsson | Stockholms stadsteater     |
| 1961 | Tuppfäktning                                                     | Erik Müller                                         | Stockholms stadsteater     |
| 1961 | Goubitsky och jag                                                | V. V. Järner                                        | Stockholms stadsteater     |
| 1962 | Sergeant Musgrave dansar Serjeant Musgrave's Dance               | John Arden                                          | Stockholms stadsteater     |
| 1963 | Greppet The Knack                                                | Ann Jellicoe                                        | Stockholms stadsteater     |
| 1963 | Tre näktergalar 17 Tri solov'ja, d. 17                           | Dragutin Dobričanin                                 | Stockholms stadsteater     |
| 1964 | Skärmarna Les Paravents                                          | Jean Genet                                          | Stockholms stadsteater     |
| 1967 | Röd magi Magie rouge                                             | Michel de Ghelderode                                | Dramaten                   |
| 1968 | Pelikanen x 2                                                    | August Strindberg                                   | Dramaten                   |
| 1968 | Tidig morgon Early Morning                                       | Edward Bond                                         | Dramaten                   |
| 1971 | Trojanskorna Les Troyennes                                       | Euripides och Jean-Paul Sartre                      | Dramaten                   |
| 1975 | Tribadernas natt                                                 | Per Olov Enquist                                    | Dramaten                   |
| 1976 | Bingo                                                            | Edward Bond                                         | Dramaten                   |
| 1977 | Kastrater                                                        | Sven Delblanc                                       | Dramaten                   |
| 1978 | Pelikanen III (Vita rum)                                         | August Strindberg                                   | Dramaten                   |
| 1978 | Artaud på Rodez (Vita rum) Artaud at Rodez                       | Charles Marowitz                                    | Dramaten                   |
| 1978 | Little boy (Stormen mot kärnkraft)                               | Pierre Helet                                        | Dramaten                   |
| 1978 | Frankenstein (Stormen mot kärnkraft)                             | Lars Forssell och Jan Öqvist                        | Dramaten                   |
| 1978 | Fjärilslek Paolo Paoli                                           | Arthur Adamov                                       | Dramaten                   |
| 1980 | Brott och brott                                                  | August Strindberg                                   | Dramaten                   |
| 1981 | Porträtt av en konstnär som ung man                              | Per Verner-Carlsson                                 | Dramaten                   |
| 1981 | Duva på vårt sätt Gipshanden Marockanska statens symfoniorkester | Erik Beckman                                        | Dramaten                   |
| 1982 | Kajakkvinnan                                                     | Per Verner-Carlsson                                 | Dramaten                   |
| 1982 | Senecas död                                                      | Sven Delblanc                                       | Dramaten                   |
| 1983 | Cyrano                                                           | Edmond Rostand                                      | Dramaten                   |
| 1986 | Skärvor ur ett konstnärskap                                      | Wole Soyinka                                        | Dramaten                   |
| 1987 | Marmor                                                           | Joseph Brodsky                                      | Dramaten                   |

### Scenografi
| År   | Produktion                                                       | Upphovsmän           | Regi                | Teater                   | Noter            |
| ---- | ---------------------------------------------------------------- | -------------------- | ------------------- | ------------------------ | ---------------- |
| 1949 | Skymning,                                                        | Per Verner-Carlsson  | Per Verner-Carlsson | Stockholms studentteater |                  |
| 1954 | Balladen om den dansande makabern                                | Michel de Ghelderode | Per Verner-Carlsson | Stockholms studentteater |                  |
| 1960 | Pingpong Le Ping-Pong                                            | Arthur Adamov        | Per Verner-Carlsson | Stockholms stadsteater   |                  |
| 1962 | Sergeant Musgrave dansar Serjeant Musgrave's Dance               | John Arden           | Per Verner-Carlsson | Stockholms stadsteater   |                  |
| 1963 | Greppet The Knack                                                | Ann Jellicoe         | Per Verner-Carlsson | Stockholms stadsteater   |                  |
| 1964 | Skärmarna Les Paravents                                          | Jean Genet           | Per Verner-Carlsson | Stockholms stadsteater   |                  |
| 1968 | Pelikanen x 2                                                    | August Strindberg    | Per Verner-Carlsson | Dramaten                 |                  |
| 1978 | Pelikanen III (Vita rum)                                         | August Strindberg    | Per Verner-Carlsson | Dramaten                 |                  |
| 1978 | Artaud på Rodez (Vita rum) Artaud at Rodez                       | Charles Marowitz     | Per Verner-Carlsson | Dramaten                 |                  |
| 1978 | Little boy (Stormen mot kärnkraft)                               | Pierre Helet         | Dramaten            |                          |                  |
| 1978 | Fjärilslek Paolo Paoli                                           | Arthur Adamov        | Per Verner-Carlsson | Dramaten                 | Del i scenografi |
| 1981 | Duva på vårt sätt Gipshanden Marockanska statens symfoniorkester | Erik Beckman         | Per Verner-Carlsson | Dramaten                 |                  |
| 1982 | Kajakkvinnan                                                     | Per Verner-Carlsson  | Per Verner-Carlsson | Dramaten                 |                  |

## Radioteater

### Regi (ej komplett)
| År   | Produktion                                | Upphovsmän          |
| ---- | ----------------------------------------- | ------------------- |
| 1974 | Mödan värt                                | Lars Forssell       |
| 1974 | Brott och straff Преступление и наказание | Fjodor Dostojevskij |
| 1975 | Överklasstjejen Die Klassefrau            | Jochen Ziem         |
| 1984 | Jag, Jan                                  | Sivar Arnér         |
| 1986 | I samma buss                              | Arne Törnqvist      |